# The Blues (B.B. King)
The Blues je druhé studiové album amerického bluesového kytaristy a zpěváka B. B. Kinga, vydané v roce 1958.

## Seznam skladeb
1. "Why Do Things Happen To Me"
2. "Ruby Lee"
3. "When My Heart Beats Like a Hammer"
4. "Past Day"
5. "Boogie Woogie Woman"
6. "Early Every Morning"
7. "I Want to Get Married"
8. "That Ain't the Way to Do It"
9. "Troubles, Troubles, Troubles"
10. "Don't You Want a Man Like Me"
11. "You Know I Go For You"
12. "What Can I Do"